# La Pochothèque
La Pochothèque è una collana di classici moderni edita da Le Livre de Poche (Librairie générale française) in francese. Contiene testi di letteratura e teatro, con qualche opera di filosofia e diversi dizionari ed enciclopedie tematiche di veloce consultazione. La collana è nata nel 1991. I libri misurano 12,5 × 19 cm.

## Libri della collana
- Dante Alighieri, Œuvres complètes, a cura di Christian Bec e altri (1996)
- Hans Christian Andersen, Contes et histoires, a cura di Marc Auchet (2005)
- Atlas de l'astronomie, a cura di Joachim Herrmann (1995)
- Atlas de la biologie, a cura di Gunther Vogel e Hartmut Angermann (1994)
- Atlas de la chimie, a cura di Hans Breuer (2000)
- Atlas de la philosophie, a cura di Peter Kunzmann, Franz-Peter Burkard e Franz Wiedmann (1993)
- Atlas de la physique, a cura di Hans Breuer (1997)
- Atlas de la physique atomique et nucléaire, a cura di Bernhard Bröcker (2001)
- Atlas de la psychologie, a cura di Hellmuth Benesch (1995)
- Atlas de l'écologie, a cura di Dieter Heinrich e Manfred Hergt (1993)
- Atlas des mathématiques, a cura di Fritz Reinhardt e Heinrich Soeder (1997)
- Atlas du cinéma, a cura di André Z. Labarrère (2002)
- Mohammed Arkoun (a cura di), Histoire de l'Islam et des musulmans en France, prefazione di Jacques Le Goff (2010)
- Jean-Pierre de Beaumarchais, Théâtre
- Gerhard J. Bellinger, Encyclopédie des religions, a cura di Roselyne de Ayala, prefazione di Pierre Chaunu (2000)
- La Bible, trad. fr. ecumenica (2000)
- La Bibliothèque idéale, a cura di Pierre Boncenne, prefazione di Bernard Pivot (1992)
- Emily, Charlotte e Anne Brontë, Romans a cura di Sylvère Monod (2004)
- Elias Canetti, Écrits autobiographiques, a cura di Michel-François Demet (1998)
- Miguel de Cervantes, Don Quichotte. Nouvelles exemplaires, trad. fr. di Jean-Raymond Fanlo (2008)
- François-René de Chateaubriand, Mémoires d'outre-tombe, 2 tomi (2003-04)
- Chrétien de Troyes, Romans, a cura di Michel Zink (2005)
- Jean Cocteau, Romans, poésies, œuvres diverses, a cura di Bernard Benech (1995)
- Colette, Romans, a cura di Francine Dugast (2004)
- Jean Delumeau, Des religions et des hommes (2003)
- Delphine Denis, Anne Sancier e Mireille Huchon, Encyclopédie de la grammaire et de l'orthographe (1997)
- Dictionnaire de rhétorique et de poétique, a cura di Michèle Aquien e Georges Molinié (1996)
- Dictionnaire des lettres françaises. Le Moyen Âge, a cura di Geneviève Hasenohr e Michel Zink (1992)
- Dictionnaire des lettres françaises. Le XVIe siècle, a cura di Georges Grente e Michel Simonin (2001)
- Dictionnaire des lettres françaises. Le XVIIe siècle, a cura di Georges Grente e Patrick Dandrey (1996)
- Dictionnaire des lettres françaises. Le XVIIIe siècle, a cura di Georges Grente e François Moureau (1996)
- Dictionnaire des lettres françaises. Le XXe siècle, a cura di Martine Bercot e André Guyaux (1998)
- Dictionnaire étymologique et historique de la langue française, a cura di Emmanuèle Baumgartner e Philippe Ménard (1996)
- Dictionnaire historique de la magie et des sciences occultes, a cura di Jean-Michel Sallmann (2006)
- Dictionnaire des personnages historiques, a cura di Jean-Louis Voisin (1995)
- Dictionnaire historique de la ville de Paris, a cura di Roselyne de Ayala (in corso di stampa, 2012)
- Diogène Laërce, Vies et doctrines des philosophes illustres, a cura di Marie-Odile Goulet-Cazé (1999)
- Lawrence Durrell, Le Quatuor d'Alexandrie, trad. fr. di Roger Giroux (2003)
- Encyclopédie des symboles, a cura di Michel Cazenave (1999)
- Encyclopédie de la franc-maçonnerie, a cura di Éric Saunier (2002)
- Encyclopédie de la littérature (2003)
- Encyclopédie de la musique, a cura di Édith Weber, Serge Gut e Louis Jambou (2003)
- Encyclopédie de la philosophie, a cura di Jean Montenot (2002)
- Encyclopédie de l'art, a cura di Lucio Felici (1991)
- Encyclopédie des sciences (1998)
- Encyclopédie géographique, a cura di Mario Bonini (1991)
- Werner D. Fröhlich, Dictionnaire de la psychologie, trad. fr. di Émile Jalley (1997)
- Jean Giono, Romans et essais, 1928-1941, a cura di Henri Godard (1992)
- Jean Giraudoux, Théâtre complet, a cura di Guy Tessier (1991)
- Carlo Goldoni, Comédies choisies, a cura di Denis Fachard (2007)
- La Légende du Graal dans les littératures européennes, a cura di Michel Stanesco (2006)
- Robert Graves, Les Mythes grecs (2002)
- Knut Hamsun, Romans, a cura di Régis Boyer (1999)
- Friedrich Hegel, La Philosophie de l'histoire, a cura di Myriam Bienenstock (2009)
- Hermann Hesse, Romans et nouvelles, a cura di Jean-Louis Bandet (2002)
- Histoire universelle de l'art. L'art de la préhistorie, a cura di Louis-René Nougier (1993)
- Histoire universelle de l'art. L'art égyptien, a cura di Sergio Donadoni (1994)
- Histoire universelle de l'art. L'art grec, a cura di Roland Martin (1994)
- Histoire universelle de l'art. L'art du XVe siècle des Parler à Dürer, a cura di Jan Bialostocki e Pierre-Emmanuel Dauzat (1993)
- Histoire universelle de l'art. L'art du Gandhara, a cura di Mario Bussagli (1996)
- Histoire universelle de l'art. L'art du Japon, a cura di Miyeko Murase (1996)
- Hugo von Hofmannsthal, Œuvres en prose, prefazione di Jean-Yves Masson (2010)
- Henrik Ibsen, Drames contemporains, introduzione di Michel Meyer (2005)
- P. D. James, Les Enquêtes d'Adam Dalgliesh, 2 tomi, prefazione di René Reouven (1992)
- P. D. James, Romans (1993)
- Carl Gustav Jung, La Réalité de l'âme, 2 tomi, a cura di Michel Cazenave (1998 e 2006)
- Franz Kafka, Récits, romans, journaux, a cura di Brigitte Vergne-Cain (2000)
- Yasunari Kawabata, Romans et nouvelles, a cura di Fujimori Bunkichi (2002)
- Jean de La Fontaine, Fables, presentazione di Marc Fumaroli (2005)
- La Rochefoucauld, Maximes, Mémoires, oeuvres diverses (1992)
- T. E. Lawrence, Les Sept Piliers de la sagesse, a cura di André e Renée Guillaume (1995)
- Doris Lessing, Le Carnet d'or et autres romans (2011)
- Le Petit Littré. Dictionnaire de la langue française (2003)
- Malcolm Lowry, Romans, nouvelles et poèmes, a cura di Jacques Darras (1995)
- Naguib Mahfouz, Trilogie (Impasse des deux palais. Le Palais du désir. Le Jardin du passé), a cura di Jamal Chehayed (1993)
- Thomas Mann, Romans et nouvelles, tomo I: 1896-1903 (1994)
- Thomas Mann, Romans et nouvelles, tomo II: 1904-1924 (1995)
- Thomas Mann, Romans et nouvelles, tomo III: 1918-1951 (1996)
- Marivaux, Théâtre complet, a cura di Frédéric Deloffre e Françoise Rubellin (2000)
- Guy de Maupassant, Contes parisiens, a cura di Marie-Claire Bancquart (2004)
- Guy de Maupassant, Contes cruels et fantastiques, a cura di Marie-Claire Bancquart (2004)
- Guy de Maupassant, Contes normands, a cura di Marie-Claire Bancquart (2004)
- Guy de Maupassant, Chroniques, a cura di Henri Mitterand (2008)
- François Mauriac, Œuvres romanesques, 1911-1951, a cura di Jean Touzot (1992)
- Carson McCullers, Romans et nouvelles, a cura di Pierre Nordon, prefazione di Christine Lemardeley-Cunci (1994)
- Maurice Merleau-Ponty (a cura di), Les Philosophes de l'Antiquité au XXe siècle. Histoire et portraits (2006)
- Montaigne, Les Essais, a cura di Jean Céard (2002)
- Irène Némirovsky, Œuvres, 2 tomi (2011)
- Anaïs Nin, Journal de l'Amour 1932-39 (2003)
- Blaise Pascal, Les provinciales. Pensées, a cura di Philippe Sellier e Gérard Ferreyrolles (2004)
- Georges Perec, Romans et récits, a cura di Bernard Magné (2002)
- Luigi Pirandello, Nouvelles, a cura di Jean-Michel Gardair (1996)
- Michel Plon ed Élisabeth Roudinesco, Dictionnaire de la psychanalyse (2011)
- Edgar Allan Poe, Histoires, essais et poèmes, a cura di Jean-Pierre Naugrette e altri (2006)
- Rabelais, Gargantua. Pantagruel. Le Tiers Livre. Le Quart Livre. Le Cinquième Livre, prefazione di Michel Simonin (1994)
- Jean Racine, Théâtre complet, a cura di Jean Rohou e Paul Fièvre (1998)
- Raymond Radiguet, Œuvres 1918-1927, a cura di Clément Borgal (2001)
- Cardinal de Retz, Mémoires précédés de La Conjuration du comte de Fiesque, a cura di Simone Bertière (2003)
- Arthur Rimbaud, Œuvres complètes, a cura di Pierre Brunel (2004)
- Élisabeth Roudinesco, Histoire de la psychanalyse en France suivi de Jacques Lacan, esquisse d'une vie (2009)
- La Saga de Charlemagne, a cura di Daniel Lacroix (2000)
- Sainte-Beuve, Panorama de la littérature française, introduzione di Michel Brix (2004)
- Saint-Simon, Anthologie des Mémoires, a cura di François Raviez (2007)
- Le Grand Livre de la santé. Guide médical de la famille (2001)
- Arthur Schnitzler, Romans et nouvelles, tomo I: 1885-1908, a cura di Brigitte Vergne-Cain e Gérard Rudent (1994)
- Arthur Schnitzler, Romans et nouvelles, tomo II: 1909-1931, a cura di Brigitte Vergne-Cain e Gérard Rudent (1996)
- Anton Tchekhov, Nouvelles, a cura di Vladimir Volkoff (1993)
- Les Tragiques Grecs (Eschyle, Sophocle, Euripide), Théâtre complet, trad. fr. di Victor-Henri Debidour (1999)
- Boris Vian, Romans, nouvelles, oeuvres diverses, a cura di Gilbert Pestureau (1993)
- Voltaire, Romans et contes en vers et en prose, a cura di Édouard Guitton (1994)
- Voltaire, Correspondance choisie, a cura di Jacqueline Hellegouarc'h (1997)
- Oscar Wilde, Œuvres, a cura di Pascal Aquien (2003)
- Johann Joachim Winckelmann, Histoire de l'Art dans l'Antiquité (2005)
- Virginia Woolf, Romans et nouvelles 1917- 1941 (2002)
- Stefan Zweig, Romans et nouvelles, tomo I, a cura di Brigitte Vergne-Cain e Gérard Rudent (2001)
- Stefan Zweig, Romans, nouvelles et théâtre, tomo II, a cura di Brigitte Vergne-Cain e Gérard Rudent (2001)
- Stefan Zweig, Essais, tomo III, a cura di Isabelle Hausser (1996)

## Album
La collana ha pubblicato anche qualche album fotografico, come:
- Le Théâtre en France, a cura di Jacqueline Jomaron (1993)
- Album Zweig, a cura di Isabelle Hausser (1997)
- Victor Hugo et le théâtre, a cura di Anne Ubersfeld (2002)
- Raymond Radiguet et le Paris des Années folles (2003)
- Andersen et son temps, a cura di Marc Auchet (2005)
- Colette au temps de Claudine, a cura di Michel Mercier e Anne-Véronique Bonnamour (2004)